# Sitia
Sitia (græsk: Σητεία) er en havneby og en kommune i Lasithi, Kreta, Grækenland. Byen har 9.912 indbyggere (2011) og kommunen har 18.318 (2011). Den ligger øst for Agios Nikolaos og nordøst for Ierapetra. Sitia havn ligger ved det Kretensiske Hav, der er en del af Det Ægæiske Hav og er et af de økonomiske centre i Lasithi -regionen. Europavej E75, der ender i Vardø i Norge, starter i Sitia.

## Geografi

### Kommunen
Kommunen Sitia blev dannet ved kommunalreformen i 2011 ved fusion af 3 tidligere kommuner, der blev til kommunale enheder: 
- Itanos
- Lefki
- Sitia

Kommunen har et samlet areal på 627 km2, hvoraf den kommunale enhed udgør 277 km2.

### Miljøbeskyttede områder
Der er en række steder i Sitia kommune, der er beskyttet som nationalparker, æstetiske skove, naturreservater osv. i henhold til national og international lovgivning. Bemærkelsesværdige eksempler er:
- Dionysades, der er hjemsted for mange sjældne og truede plantearter og også tjener som tilflugtssted for flere dyrearter (for det meste fugle og små krybdyr), herunder falken Falco eleonorae, der finder fristed her.
- Vai Palmeskov.
- Richtiskløften og vandfald.[4]

## Historie
Byen stammer fra præ-minoisk tid. Under udgravninger i Petras- kvarteret har man fundet arkitektoniske rester fra slutningen af neolitikum (3000 f.Kr.) og fortsætter gennem bronzealderen 3000-1050 f.Kr., herunder det minoiske palads i Petras. Flere andre minoiske bosættelser er fundet i kommunen, især Itanos og Mochlos.
Ifølge Diogenes Laërtius var Sitia hjemsted for Myson fra Chen, en af de syv vise i Grækenland.

### Oldtidens Sitia
Sitia blev grundlagt af Minoerne som Iteia, og var et vigtigt tilflugtssted for indfødte kretensere efter faldet af de store Minoiske byer. Byen fortsatte med at blomstre gennem de klassiske, hellenistiske, romerske og byzantinske perioder som en af øens vigtigste havne.

### Venetiansk æra
Byen blev senere udvidet og befæstet af venetianerne efter deres erobring af Kreta i 1204, og de brugte den som en base for operationer i det østlige Middelhav. Under den venetianske besættelse blev byen ødelagt tre gange: først ved et jordskælv i 1508, derefter af den tyrkiske pirat Hayreddin Barbarossa i 1538 og til sidst af venetianerne selv i 1651. Denne sidste ødelæggelse fandt sted i forbindelse med den kretensiske krig (1645–1669), hvor venetianerne kæmpede for at bevare deres greb om øen mod det osmanniske rige. Mens Sitia ikke faldt i den indledende tyrkiske fremgang, havde venetianerne ikke ressourcer til at modstå en lang belejring, og ødelagde derfor befæstningerne og fjernede garnisonen til Heraklion. De lokale indbyggere flyttede i mellemtiden vestpå til Liopetro, og stedet blev efterfølgende opgivet i de næste 200 års tyrkisk styre.
Den vigtigste rest af den venetianske besættelse er Kazarma (fra italiensk casa di arma ), den gamle fæstning med udsigt over havnen.
Efter den venetianske periode og efterfølgende opgivelse blev byen genopbygget indtil 1870 af den progressive tyrkiske guvernør Hüseyin Avni Pasha efter den kretensiske opstand. Der blev efterfølgende skabt en hovedstad i Sanjak of Lasit (senere Lasithi, som den hedder i dag). Under tyrkisk styre blev byen omdøbt til Avniye til ære for dens ombygger, men da de lokale grækere fortsatte med at bruge de traditionelle navngivne Sitia, overlevede denne innovation ikke uafhængigheden. På trods af Kretas turbulente historie med opstanden mod det Osmanniske Rige og slutte sig til Grækenland, såvel som Første Verdenskrig, blev befolkningen næsten firedoblet mellem 1881 (570 indbyggere) og 1928 (2.100 indbyggere). Store offentlige arbejder blev udført af den græske regering i 1911 for at modernisere byen, i løbet af hvilken en stor del af den osmanniske æra blev genopbygget samt en ferskvandsforsyning.